# Memoria programable de solo lectura

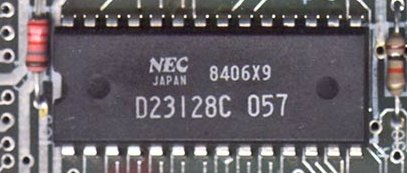
PROM D23128C en la placa base de una Sinclair ZX Spectrum.

La memoria programable de solo lectura o PROM (del inglés programmable read-only memory) es una memoria digital donde el valor de cada bit depende del estado de un fusible (o antifusible), que puede ser quemado una sola vez. Por esto la memoria puede ser programada (pueden ser escritos los datos) una sola vez a través de un dispositivo especial, un programador PROM. Estas memorias son utilizadas para grabar datos permanentes en cantidades menores a las ROM, o cuando los datos deben cambiar en muchos o todos los casos.
Pequeñas PROM han venido utilizándose como generadores de funciones, normalmente en conjunción con un multiplexor. A veces se preferían a las ROM porque son bipolares, habitualmente Schottky, consiguiendo mayores velocidades. 

## Programación
Una PROM común se encuentra con todos los bits en valor 1 como valor por defecto de las fábricas; el quemado de cada fusible, cambia el valor del correspondiente bit a 0. La programación se realiza aplicando pulsos de altos voltajes que no se encuentran durante operaciones normales (12 a 21 voltios). El término read-only (solo lectura) se refiere a que, a diferencia de otras memorias, los datos no pueden ser cambiados (al menos por el usuario final).

## Historia
La memoria PROM fue inventada en 1956 por Wen Tsing Chow, trabajando para la «División Arma», de la American Bosch Arma Corporation en Garden City, Nueva York. La invención fue concebida a petición de la Fuerza aérea de los Estados Unidos, para conseguir una forma más segura y flexible para almacenar las constantes de los objetivos en la computadora digital del MBI Atlas E/F.
La patente y la tecnología asociadas fueron mantenidas bajo secreto por varios años mientras el Atlas E/F era el principal misil de Estados Unidos. El término «quemar», refiriéndose al proceso de grabar una PROM, se encuentra también en la patente original, porque como parte de la implementación original debía quemarse literalmente los diodos internos con un exceso de corriente para producir la discontinuidad del circuito. Las primeras máquinas de programación de PROMs también fueron desarrolladas por ingenieros de la División Arma bajo la dirección del Sr. Chow y fueron ubicados el laboratorio Arma de Garden City, y en la jefatura del Comando estratégico aéreo de las Fuerzas Aéreas.

## EPROM y EEPROM
Wen Tsing Chow y otros ingenieros de la División Armada continuaron con este suceso diseñando la primera «memoria de solo lectura no destruible» (non-destructive read-only memory', NDROM) para aplicarlo a misiles guiados, fundamentado en una base de doble abertura magnética. Estas memorias, diseñadas originalmente para mantener constantes de objetivos, fueron utilizadas para sistemas de armas de misiles balísticos intercontinentales y de rango medio móvil.
La principal motivación para este invento fue que la Fuerza Aérea Estadounidense necesitaba reducir los costes de la fabricación de plaquetas de objetivos basadas en PROMs que necesitaban cambios constantes a medida que llegaba nueva información sobre objetivos del bloque de naciones comunistas. Como estas memorias son borrables, programables y re-programables, constituyen la primera implementación de una producción de memorias EPROM y EEPROM, de fabricación anterior al 1963.
Debe observarse que los términos modernos de estos dispositivos, PROM, EPROM y EEPROM, no fueron creados hasta un tiempo después de que las aplicaciones de misiles nucleares guiados hayan estado operacionales. Las implementaciones originales de Arma se refieren a las PROMs como "matriz de almacenamiento de constantes"; y a las EPROMsy EEPROM simplemente eran denominadas «memorias NDRO».
Las modernas implementaciones comerciales de las PROM, EPROM y EEPROM basadas en circuitos integrados, borrado por luz ultravioleta, y varias propiedades de los transistores, aparecen unos diez años después. Hasta que esas nuevas implementaciones fueron desarrolladas, fuera de aplicaciones militares, era más barato fabricar memorias ROM que utilizar una de las nuevas caras tecnologías desarrolladas y fabricados por los contratistas de misiles de las fuerzas aéreas.
De todas formas, en misiles, naves espaciales, satélites y otras aplicaciones de mucha confiabilidad, siguen en uso muchos de los métodos de la implementación original de los años 1950.